# Alan Thornhill

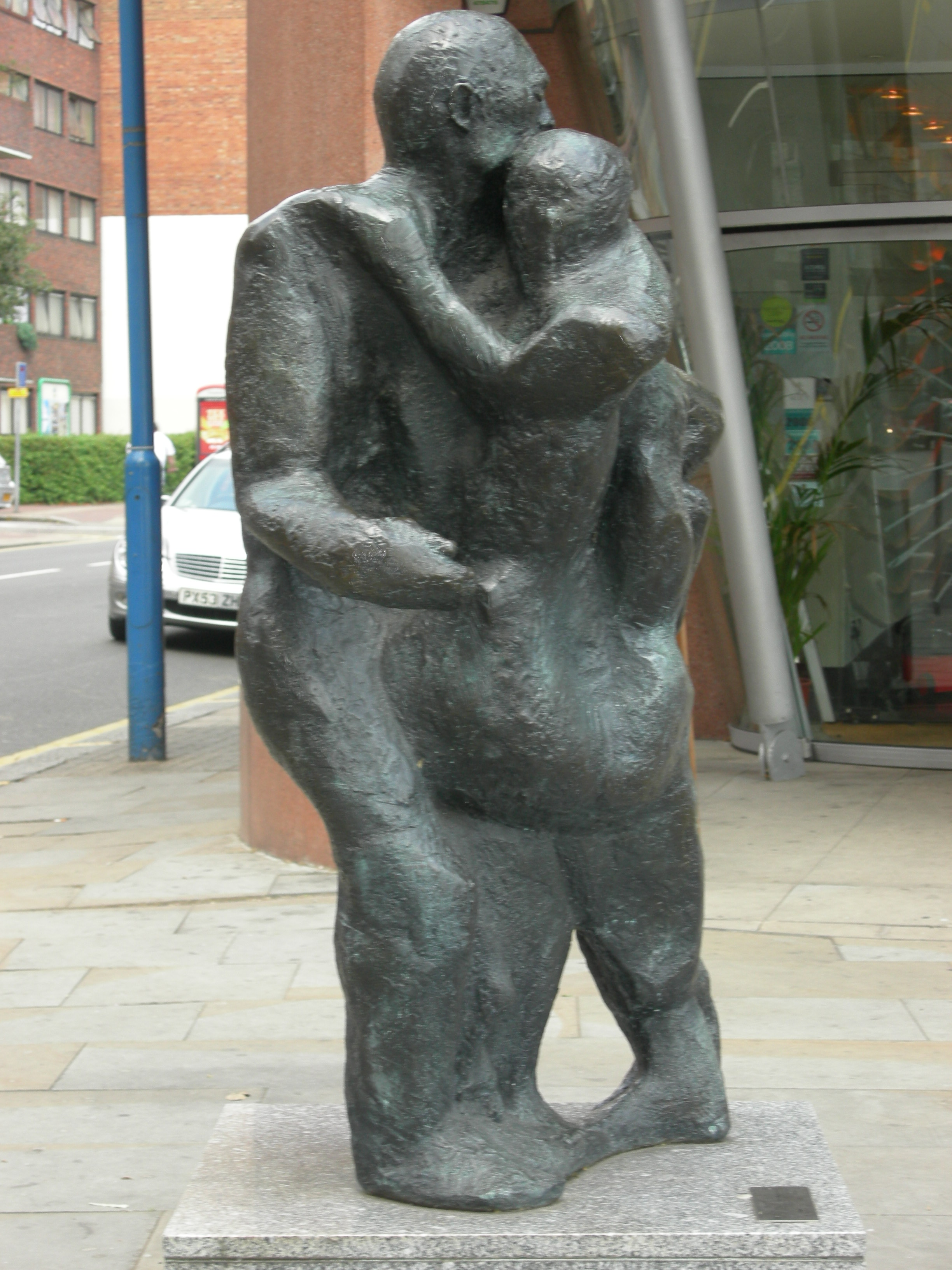
Load in Londen-Wandsworth

Alan Thornhill (Londen, 1921, 4 maart 2020) was een Engelse beeldhouwer.

## Leven en Werk
Thornhill werd geboren in Londen, maar groeide op in West Sussex. Hij bezocht het Radley College en studeerde van 1939 tot 1944 moderne geschiedenis aan het New College van de Universiteit van Oxford. Na zijn afstuderen bracht hij een jaar door als docent Engels aan de Universiteit van Pisa. Aansluitend verbleef hij gedurende een half jaar in de Noorse hoofdstad Oslo, waar hij een Reich-therapie onderging en tot de beslissing kwam om met zijn handen te gaan werken.
Van 1949 tot 1951 volgde hij een pottenbakkerscursus aan de Camberwell School of Art, waarna hij in dienst trad bij de Hawkley Pottery in Eastcombe, Gloucestershire. In 1958 wendde hij zich, gefrustreerd door het repetitieve karakter van zijn werk, tot het boetseren met klei en aansluitend het beeldhouwen. In 1959 vestigde hij een eigen atelier in de Londense wijk Putney. Zijn atelier bevindt zich daar nog, maar de kunstenaar woont en werkt vooral in Stroud (Gloucestershire).
Achtereenvolgens doceerde Thornhill aan de Kingston School of Art, aan het Barking Regional College, aan het Rush Green College of Further Education en van 1970 tot 1987 beeldhouwkunst aan het Morley College in Londen. Van 1995 tot 2001 was hij bestuurslid en docent aan de voormalige Frink School of Sculpture in Tunstall, Staffordshire. Naast beeldhouwwerk maakte Thornhill vele portretten, die zich in diverse museumcollecties bevinden, onder anderen van:
- Hugh MacDiarmid (Christopher Murray Grieve) - National Portrait Gallery in Londen[2]
- Emanuel Shinwell - Glasgow City Art Gallery
- A. S. Neill - Scottish National Portrait Gallery en het American College of Orgonomy
- Tom Stoppard - University of Texas[3]
- Sydney Gordon Russell - Gordon Russell Museum[4]
- Enoch Powell
- Christabel Bielenberg
- Frank Cousins
- Richard Rodney Bennett,
- Michael Cardew
- Colin Davis
- Basil Bunting

## Werken (selectie)
- Walking and Talking, Leeds Art Gallery in Leeds
- Punch and Judy, Animaversion, Exit en Summoner, Stroud Museum and Art Gallery in Stroud
- Bond, Jerwood Sculpture Trail, Ragley Hall in Warwickshire[5]
- Exodus, Horizontal Ambiguity, Load, Turning Point, Punch and Judy, Motherfigure, Nexus, Pygmalion en Fall, beeldenroute van de Putney Embankment tot de Putney-Quay in Londen-Wandsworth (sinds september 2008)

## Fotogalerij

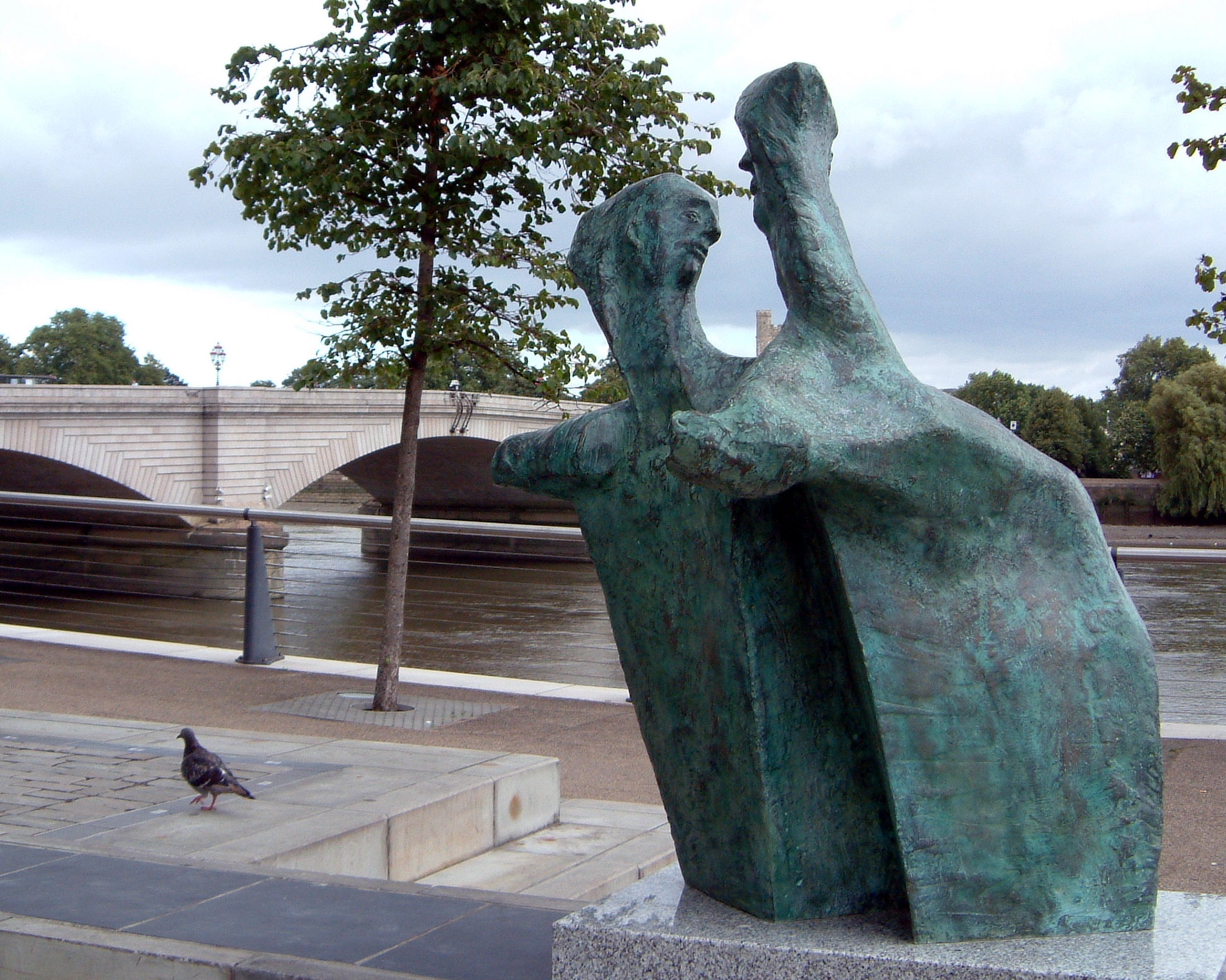
Punch and Judy in Londen
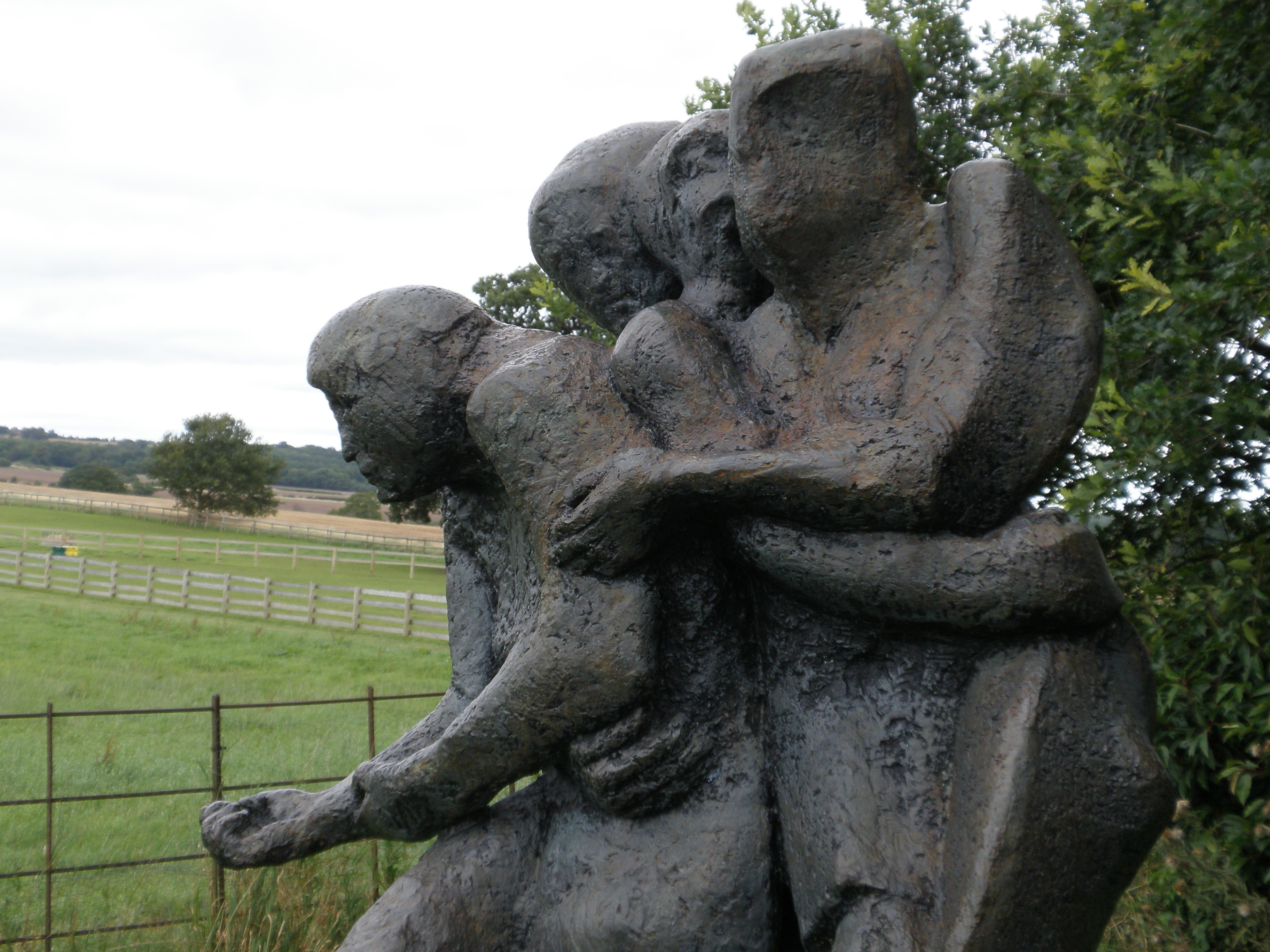
Bond (1983), Ragley Hall
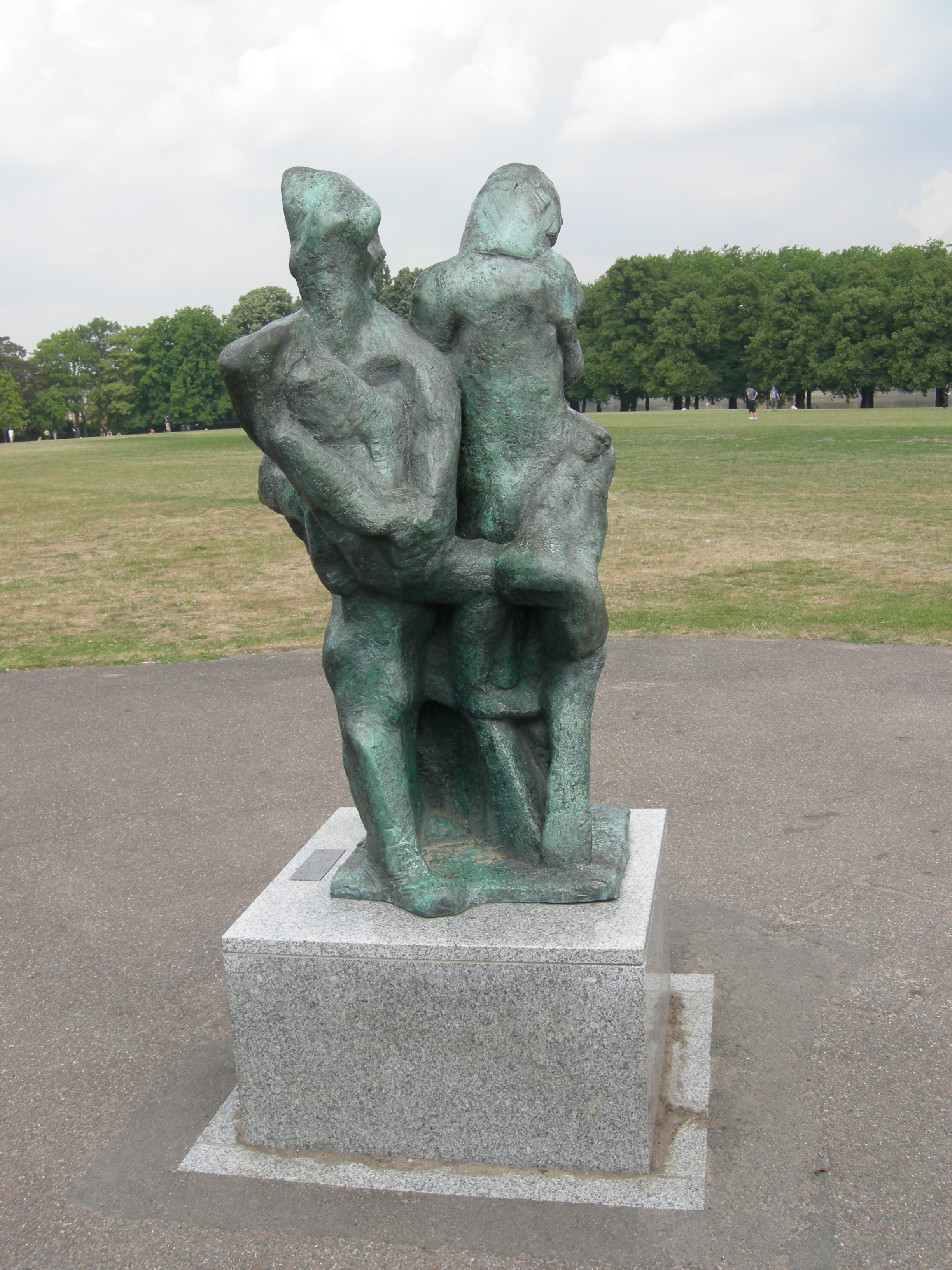
Nexus, Putney Sculpture Trail
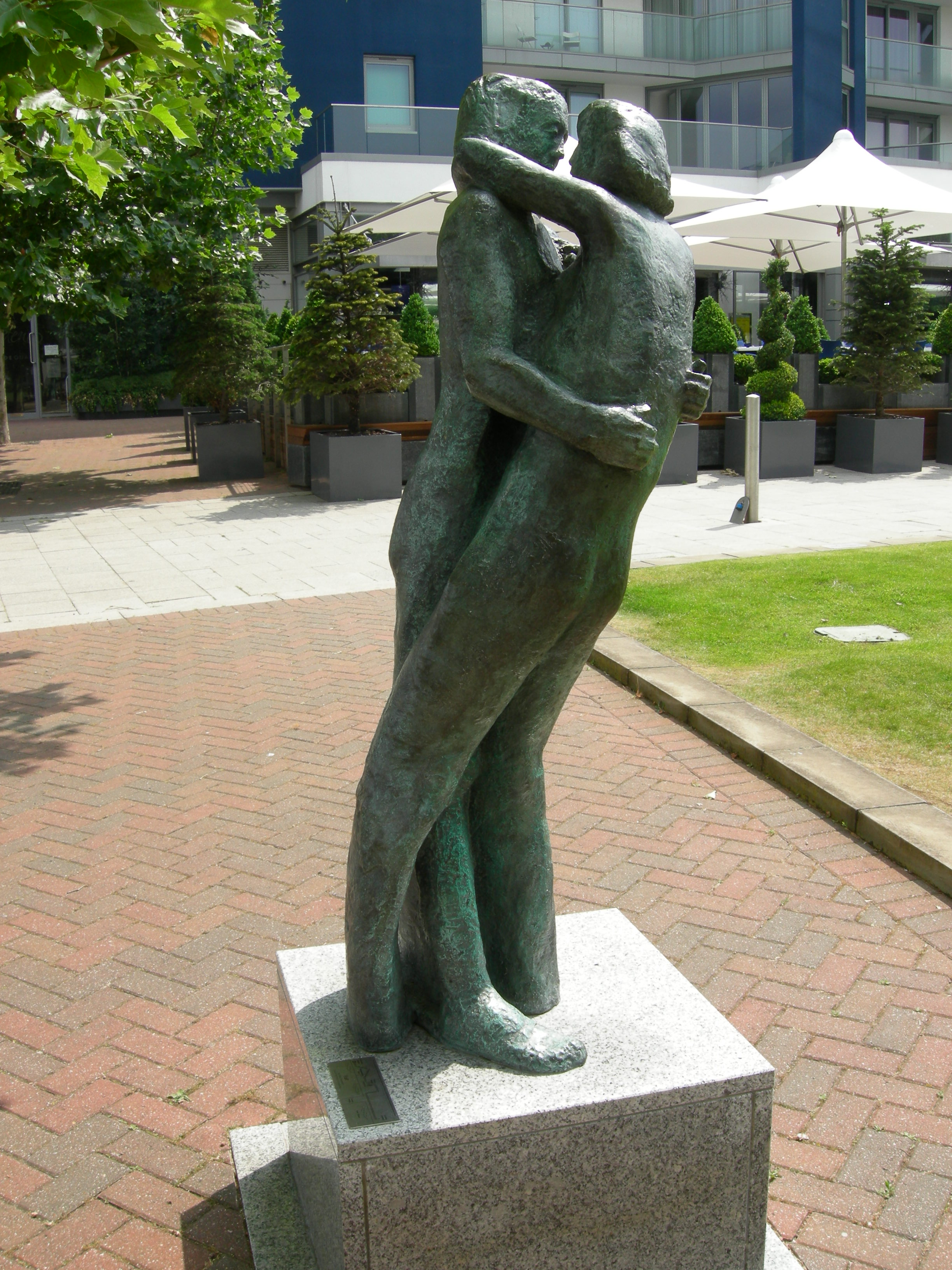
Fall, Putney Sculpture Trail
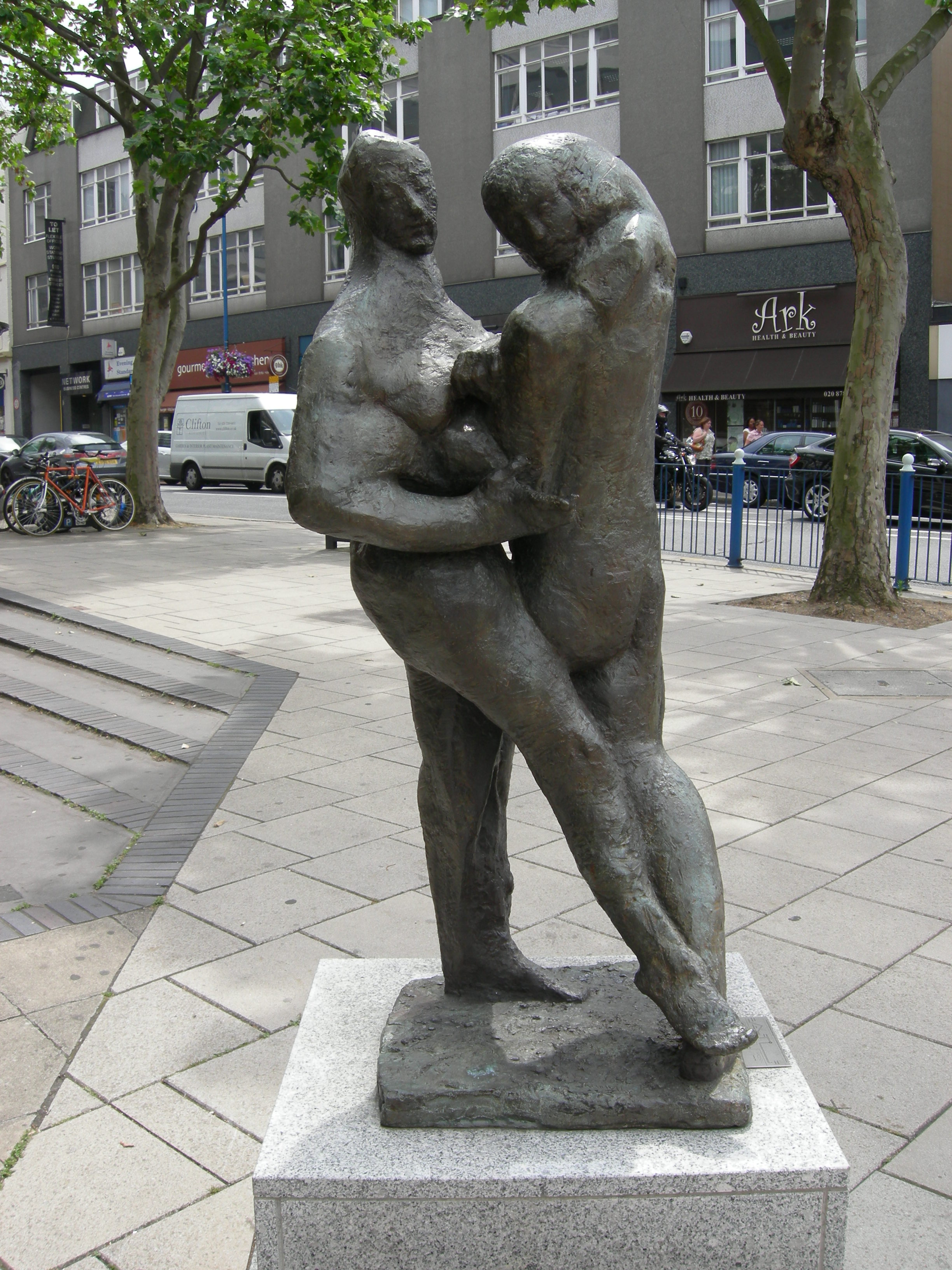
The Turning Point, Putney Sculpture Trail